# スイス関係記事の一覧
スイス関係記事の一覧（スイスかんけいきじのいちらん）は、スイスに関連した記事を50音順に並べたもの。

## 英数字・記号
- .ch
- 1954 FIFAワールドカップ
- 6cmヴェルファー87
- FREITAG
- Humanium - NGOの一つ。2008年にジュネーブで設立された児童人権擁護団体で、スポンサーシップ活動を行なっている（Humanium Metalとは無関係の団体である）
- Top Secret Drum Corps

## あ行
- アイランド (バンド)
- アルプス山脈
- アルプスの少女ハイジ
- エルネスト・アンセルメ
- イゾラ (スイス)
- イタリア語
- ウェルナー・ギュンター
- エドヴィン・フィッシャー
- レオンハルト・オイラー
- 欧州サッカー連盟
- オリンピック・ミュージアム

## か行
- パウル・ギュルダン
- グリオン大学
- 黒い兄弟
- 国際オリンピック委員会
- 国際航空運送協会
- 国際サッカー連盟
- 国際バカロレア資格
- 国際連盟
- 国際連合ジュネーブ事務局
- 国際連合難民高等弁務官事務所

## さ行
- ザンクト・ガレン修道院
- ザンクトガレン大学
- サンモリッツオリンピック (1928年)
- サンモリッツオリンピック (1948年)
- ジュネーヴ・インターナショナル・スクール
- ジュネーヴ音楽院
- ジュネーヴ大学
- ショコラ・シュシャール
- シルヴァプラーナ
- シルヴァプラーナ湖
- シルス
- シルス湖
- スイス
- スイスの極値の一覧（英語版）
- スイスの国歌→スイスの賛歌
- スイスの国旗
- スイスの国章
- スイスの国境
  - イタリアとスイスの国境（英語版）
  - オーストリアとスイスの国境（英語版）
  - ドイツとスイスの国境（英語版）
  - フランスとスイスの国境（英語版）
- スイス企業の一覧
- スイス公文学園高等部
- スイスの地理的中心地（英語版）
- スイスドイツ語
- スイスにおける地図作成（英語版）
- スイスの鉄道
- スイスポスト
- スイスホテル協会
- スイス傭兵
- スイス連邦工科大学
- スイス連邦工科大学ローザンヌ校
- スイス連邦鉄道
- スルヴァル・モンフルリ
- 赤十字国際委員会
- 赤十字社
- フェルディナン・ド・ソシュール

## た行
- ダボス会議
- チューリッヒ芸術大学
- チューリッヒ工科大学
- チューリッヒ大学
- アンリ・デュナン
- ドイツ語

## な行
- 西ヨーロッパ

## は行
- バーゼル音楽院
- バーゼル公会議
- バーゼル・スコラ・カントルム
- バーゼル大学
- パラケルスス
- ビール工科大学
- マルチナ・ヒンギス
- ジョセフ・ブラッター
- ヨハン・ハインリヒ・ペスタロッチ
- ベルン
- アンディ・フグ
- ロジャー・フェデラー
- カルラ・デル・ポンテ

## ま行
- マッターホルン
- モンテ・ローザ

## や行
- カール・ユング
- ヨーロッパ

## ら行
- リッフェル湖
- レ・ロシュ大学
- レザンアメリカンスクール
- ル・ロゼ
- ローザンヌ国際バレエコンクール
- ローザンヌ大学
- ローテンボーデン駅
- ロマンシュ語
- ロカルノ